# James Stuart-Wortley-Mackenzie
Hon. James Archibald Stuart-Wortley-Mackenzie (* 19. September 1747; † 1. März 1818) war ein britischer Politiker und Offizier.

## Herkunft
Er entstammte einer alten Nebenlinie der Stuarts, die von dem schottischen König Robert II. abstammte. Er wurde als James Stuart als zweiter Sohn von John Stuart, 3. Earl of Bute und dessen Frau Mary Wortley-Montagu, 1. Baroness Mount Stuart of Wortley geboren. Zu seinen Geschwistern gehörten John, Frederick, Charles, William und Louisa Stuart. Da sein Onkel Edward Wortley Montagu keine legitimen männlichen Nachkommen hatte, sollte James nach dem Testament seines 1761 verstorbenen Großvaters Edward Wortley Montagu nach dem Tod seiner Mutter die Besitzungen der Familie Wortley in Yorkshire und Cornwall erben.

## Leben
Er besuchte die private di Graffiani’s Academy in Kensington. Ab 1766 studierte er an der Universität von Edinburgh. Da er dort ein zügelloses Leben führte und sein Vater von einer angeblichen heimlichen Hochzeit erfuhr, schickte er ihn zusammen mit einem Erzieher 1767 nach Frankreich. James bat seinen Vater, die tatsächlich erfolgte Hochzeit mit Hilfe seiner Beziehungen annullieren zu lassen, doch sein Vater verweigerte ihm diesen Wunsch. Stattdessen ließ er ihn 1768 in Abwesenheit als Abgeordneten für den schottischen Wahlbezirk Ayr Burghs in das House of Commons wählen. Nachdem Stuart im Juli aus Frankreich zurückgekehrt war, zwang ihn sein Vater, sich mit seiner Braut auszusöhnen. Stuart holte sie aus Schottland nach London und konnte im November 1768 sein Mandat antreten. Im House of Commons blieb er weitgehend unauffällig, galt jedoch nach wenigen Jahren als Taugenichts, Spieler, Trinker und Ehebrecher. Seine Frau begann daraufhin ebenfalls zahlreiche Affären. 1774 kandidierte er erfolgreich für den schottischen Wahlbezirk Buteshire, und nachdem er sich ab 1775 für die Bildung einer Miliz in Schottland eingesetzt hatte, diente er von 1778 bis 1779 als Oberstleutnant der Miliz von Bedfordshire. Auf Wunsch seines Vaters trat er anschließend in die britische Armee ein. Mit dem in Schottland rekrutierten 92nd Regiment of Foot wurde er nach Westindien versetzt, wo er im Juli 1780 eintraf. Kurz nach seiner Ankunft erkrankte er an Tropenfieber und kehrte nach England zurück. Seine Rückkehr durchkreuzte die Wahlpläne seiner Familie, da sein Vater für ihn keine Wiederwahl vorbereitet hatte. Ohne ein Abgeordnetenmandat verlor der verschuldete James seine Immunität gegenüber seinen Gläubigern, so dass sein Vater ihm schließlich ein Mandat im südwestenglischen Plympton Erle, das ebenfalls als Rotten borough galt, erwerben musste. Er lebte in den nächsten Jahren verhältnismäßig bescheiden als Landwirt und überwand seine Spiel- und Alkoholsucht. Erschüttert durch den Tod seiner jungen Tochter 1786 wandelte er sich zu einem seriösen Politiker. Er unterstützte die oppositionellen Whigs unter Charles James Fox und war mit William Adam of Blair Adam befreundet, doch spielte er keine bedeutende aktive Rolle. Bei den Wahlen von 1790 wurde er als Abgeordneter für Bossiney, dem Familiensitz der Stuarts in Cornwall, gewählt. In den nächsten Jahren wechselte er von der Opposition zum Regierungslager. Nach dem Tod seiner Mutter 1794 und dem Anfall ihres Erbes änderte er im Januar 1795 seinen Nachnamen in Stuart-Wortley. 1796 kandidierte sein ältester Sohn John für Bossily, doch nach dessen plötzlichem Tod im Januar 1797 wurde James per Nachwahl erneut als Abgeordneter für Bossiney gewählt. 1798 befehligte er eine Einheit der Miliz von Yorkshire während der Rebellion in Irland. 1802 verzichtete er auf eine erneute Kandidatur in Bossiney zugunsten seines zweiten Sohnes James Stuart-Wortley.
Nach dem Tod seines Onkels James Stuart Mackenzie 1800 kam es über dessen umfangreiche Güter in Ross-shire und Angus zu einem Erbstreit mit seinem Cousin Herbert Windsor Stuart, der 1803 endgültig vom House of Lords zugunsten Stuart-Wortleys entschieden wurde. Er änderte daraufhin seinen Namen in Stuart-Wortley-Mackenzie und lebte zunächst zurückgezogen auf seinen Landgütern. Er versuchte Teile seiner Besitzungen durch Entwässerung trocken zu legen, doch steigerten die Kosten dafür nur seine Schulden. Auf Veranlassung seines Bruders wurde er 1806 noch einmal als Abgeordneter für Buteshire in das House of Commons gewählt, wo er der Opposition gegen die Regierung von Lord Grenville angehörte. Nach dem Sturz der Regierung im März 1807 legte Stuart-Wortley-Mackenzie im Mai 1807 sein Mandat aus gesundheitlichen Gründen nieder. Seine Versuche, zum Peer erhoben zu werden, scheiterten. Er zog sich auf seine Güter zurück, wo er jedoch weiterhin über seinen Verhältnissen lebte.

## Familie und Nachkommen
Aus seiner während des Studiums in Edinburgh am 8. Juni 1767 geschlossenen Ehe mit Margaret Cunynghame, einer Tochter von Sir David Cunynghame, 3. Baronet (of Milncraig), hatte er mehrere Kinder, darunter:
- Mary Stuart-Wortley († 1855)
- John Stuart-Wortley (1774–1797)
- James Archibald Stuart-Wortley, 1. Baron Wharncliffe (1776–1845)
- Louisa Harcourt Stuart-Wortley (1781–1848) ⚭ George Percy, 3. Duke of Northumberland